# 戴夫·蒂皮特
戴夫·蒂皮特（英語：Dave Tippett，1961年8月25日—），加拿大男子冰球运动员。他曾代表加拿大参加1984年和1992年冬季奥林匹克运动会冰球比赛，其中1992年冬季奥运会获得一枚银牌。